# Titularbistum Suas
Suas ist ein Titularbistum der römisch-katholischen Kirche.
Es geht zurück auf einen untergegangenen Bischofssitz in der gleichnamigen antiken Stadt, die in der römischen Provinz Africa proconsularis (heute nördliches Tunesien) lag. Der Bischofssitz war der Kirchenprovinz Karthago zugeordnet.
| Titularbischöfe von Suas |                                                  |                                   |                   |                   |
| Nr.                      | Name                                             | Amt                               | von               | bis               |
| 1                        | Giovanni Gravelli Titularerzbischof pro hac vice | Apostolischer Nuntius             | 24. Dezember 1967 | 11. Dezember 1981 |
| 2                        | Jean-Claude Turcotte                             | Weihbischof in Montréal (Kanada)  | 14. April 1982    | 17. März 1990     |
| 3                        | François Gourguillon                             | Weihbischof in Reims (Frankreich) | 19. November 1991 | 23. November 2007 |
| 4                        | Józef Wróbel SCI                                 | Weihbischof in Lublin (Polen)     | 28. Juni 2008     |                   |